# 마쓰다이라 노부쓰나
마쓰다이라 노부쓰나(일본어: 松平信綱, 1596년 ~ 1662년)은 에도 시대 초기 로주를 역임한 후다이 다이묘이다. 무사시 오시 번주, 동국 가와고에번의 초대 번주이다. 막부의 창업에 주도적인 인물이다. 주로 마쓰다이라 이즈노카미 노부쓰나(松平伊豆守信綱)로 불렸다.

## 일생

### 출생
게이초(慶長) 원년(1596년) 10월 3일, 도쿠가와 이에야스의 가신인 오코치 히사쓰나(大河内久綱, 오코치 히데쓰나의 아들)의 장남으로 무사시 국(武蔵国)에서 태어났다. 아버지 히사쓰나는 이나 다다쓰구(伊奈忠次) 배하의 대관으로서 小室陣屋 부근(사이타마 현 기타아시타테 군北足立郡의 이나 정 고무로)에 거주하고 있었는데, 이곳에서 태어났다는 설이 유력하다. 생모 사카이 씨는 시라이 나가오 씨(白井長尾氏)의 먼 후손으로 외가쪽 할아버지 사카이 요시히데(深井好秀)는 나가오 가게하루(長尾景春)의 현손이다.

### 양자
게이초 6년(1601년) 숙부인 마쓰다이라 우에몬노다이후 마사쓰나(松平右衛門大夫正綱)의 양자가 되었다. 어느 때인가 마사쓰나가 혼자 있을 때 당시 산주로라 불리던 노부쓰나가 와서 "나는 대관의 아들로만 살다 가고 싶지는 않습니다. 청컨대 저에게 묘지(名字)를 주시어 양자로 받아 주소서"라고 탄원하였는데, 마사쓰나는 웃으면서 "너는 아직 나이도 어린데 본명을 버리고 내 묘지를 바라는 이유가 무엇이냐?"라고 물었고, 산주로 즉 노부쓰나는 "제 본명을 가지고는 윗전(이에야스)을 가까이서 모실 수 없습니다. 어찌어찌 양자로 들어갈 수 있게 된다면 가까이서 모실 수 있게 될지도 모릅니다."라고 대답하였다. 그가 보통내기가 아니라는 것을 알게 된 마사쓰나는 "네 바라는 대로 내 양자로 삼아 주겠다. 하지만 네 친부모께는 아뢰고 나서 이름자를 받아라"라고 하였다. 산주로의 친부모에게 이 뜻을 아뢰고 난 뒤, 노부쓰나는 크게 기뻐하며 "오늘부터 나는 마쓰다이라 산주로(松平三十郎)다"라고 외쳤다고 한다.
게이초 8년(1603년) 도쿠가와 이에야스와 도쿠가와 히데타다를 알현하였다. 히데타다의 후계자인 도쿠가와 이에미쓰가 태어나자 그의 시동이 되었다.
1623년 이에미쓰의 에도 상경을 수행하여 종3위하 이즈노카미 관직명을 받았다. 간에이 10년(1633년) 로주에 취임하였으며 간에이 15년(1638년) 기독교를 믿는 농민들의 반란인 시마바라의 난을 진압하였다.
말년에 이르러서는 이에미쓰의 이복동생인 호시나 마사유키와 함께 4대 쇼군 도쿠가와 이에쓰나를 보좌하였다.